# Східнобалтійські мови

Поширення балтійських мов у сучасній Європі

Східнобалтійські мови — підгрупа балтійських мов, яка входить до складу індоєвропейської мовної сім’ї. 
До цієї підгрупи належать дві сучасні мови — литовська (іноді як окрема мова розглядається її жемайтійський діалект) і латиська (разом із латгальською мовою, яку часто вважають діалектом латиської), а також кілька вимерлих мов — селонська, земгальська, дніпровсько-балтські мови та східногаліндська.
Литовська мова — найпоширеніша зі східнобалтійських мов: нею розмовляє понад 3 мільйони людей у всьому світі. За нею слідує Латиська мова з приблизно 1,75 мільйона носіїв.
Литовська мова вважається однією з найбільш архаїчних серед усіх індоєвропейських мов. Вона зберегла багато давніх граматичних і фонетичних рис, має складну морфологічну структуру з сімома відмінками та численними відмінами дієслів.
Латиська мова також зберегла чимало архаїчних рис, однак зазнала значно більших змін у фонетиці та граматиці порівняно з литовською.